# Pain maori
Le pain maori (rewena paraoa) est un pain traditionnel maori (polynésien) à base de pommes de terre.
Sa préparation demande plusieurs jours, le temps d'achever le processus de fermentation suivi de la cuisson. Un temps chaud permet d'accélérer la fermentation.